# Prends-moi… mais avant, paye-moi le resto !
Pour plus de détails, voir Fiche technique et Distribution.
Prends-moi… mais avant, paye-nous le resto ! (FAQs) est un film américain d'Everett Lewis réalisé en 2006.

## Fiche technique
- Titre : Prends-moi… mais avant, paye-moi le resto !
- Titre original : FAQs
- Réalisation : Everett Lewis
- Scénario : Everett Lewis
- Musique : William V. Malpede
- Photographie : Gavin Kelly
- Montage : Everett Lewis
- Production : Christian Martin
- Pays :  États-Unis
- Genre : Drame
- Durée : 95 minutes
- Dates de sortie : 
  -  États-Unis : 16 juillet 2005 (Philadelphia QFest)

## Distribution
- Joe Lia : India
- Allan Louis : Destiny
- Lance Lee Davis : Spencer
- Adam Larson : Guy
- Joshua Paul : Quentin
- Art Roberts : le pornographe
- Minerva Vier : Lester
- Vince Parenti : l'officier Vic Damone
- Bryan Fox : Deryl
- Justin Meloni : Ari
- Thomas Magazeno : Stan
- Tara Nova : Matinee